# ارنست برگس
ارنست برگس (انگلیسی: Ernest Burgess; ۱۶ مهٔ ۱۸۸۶ – ۲۷ دسامبر ۱۹۶۶) دانشمند در زمینه جامعه‌شناسی اهل کانادا بود. وی تحصیلاتش را در کالج کینگ فیشر در اکلاهما انجام داد و در رشته جامعه‌شناسی از دانشگاه شیکاگو فارغ‌التحصیل شد. وی در سال ۱۹۱۶ به این دانشگاه بازگشت و به عضویت دانشکده آن درآمد. وی همچنین به عنوان بیست و چهارمین رئیس انجمن جامعه‌شناسی آمریکا نیز خدمت کرده‌است.